# Kyle Mack
Kyle Mack (Detroit, 6 juli 1997) is een Amerikaanse snowboarder.

## Carrière
Bij zijn wereldbekerdebuut, in augustus 2012 in Cardrona, scoorde Mack direct wereldbekerpunten.
Op de FIS wereldkampioenschappen snowboarden 2015 in Kreischberg veroverde de Amerikaan de bronzen medaille op zowel het onderdeel big air als het onderdeel slopestyle.

## Resultaten

### Wereldkampioenschappen
| Jaar | Plaats      | Resultaten           |
| ---- | ----------- | -------------------- |
| 2015 | Kreischberg | Big Air · Slopestyle |

### Wereldbeker
Eindklasseringen
| Seizoen   | Algm | HP  | SBS |
| --------- | ---- | --- | --- |
| 2012/2013 | 73e  | 44e | 92e |
| 2013/2014 | 125e | –   | 58e |